# Дніпро МТ10-36
Мотоцикл «Дніпро» МТ10-36 (Dnepr МТ10-36/Cossack M650 D) — серійний дорожній мотоцикл важкого класу, розрахований на експлуатацію в різних дорожніх та кліматичних умовах, що вироблявся Київським мотоциклетним заводом (КМЗ).
Відрізнявся простотою і зручністю керування, хорошими динамічними якостями, комфортабельністю, відносно малою трудоємністю технічного обслуговування і економічністю в експлуатації.
Дана модель була черговим етапом розвитку мотоциклів серії «Дніпро».
Проте практика експлуатації «Дніпра» МТ10-36, довела, що основні параметри його двигуна не зовсім задовольняють мотоциклістів, що проживають в сільській місцевості. Так, при руху по ґрунтових дорогах, по бруківці чи щебеню, вони майже ніколи не використовують максимальну потужність двигуна, що досягається при досить високих обертах, а момент сили, що визначає тягові властивості двигуна, недостатній при малих і середніх, типових для таких умов. Через що досить часто доводилось перемикати передачі, підтримуючи високі оберти, що вимагає і певної майстерності, і витрат фізичних сил і (не менш важливо) призводить до додаткових витрат пального.
В 1976 році Київський мотоциклетний завод провів серйозну модернізацію моделі мотоцикла, випуск якого здійснював завод, «Дніпро» МТ10. Спочатку була збільшена потужність двигуна — з 32 до 36 к.с., а потім змінені деякі вузли екіпажної частини. Це був етап широкої програми вдосконалення і підвищення якості виготовлення мотоцикла. Модернізована модель отримала позначення МТ10-36.
Основні напрями проведених робіт були визначені вимогами нових, більш строгих державних стандартів у розділі підвищення активної і пасивної безпеки мотоцикла та зниження зовнішнього шуму.
Одним з головних пристроїв, що забезпечує безпеку машини, є гальма. Щоб підвищити ефективність гальмування, значних змін зазнали гальма переднього колеса. У них не одна, а дві активні колодки, кожна з яких приводиться в дію самостійним кулачком через ведучий та ведений важілі.
У «Дніпра» МТ10-36 передні гальма можуть діяти і як гальмо стоянки.
26 січня 1979 року черговий Дніпро МТ10-36, що зійшов з конвеєра, став мільйонним мотоциклом Київського мотозаводу.

## Система живлення
В систему живлення входять: бензиновий бак, трьохходовий кран з фільтром та відстійником, два карбюратори, повітроочисник, повітропроводи та бензопроводи.

### Карбюратори
Двигун живиться від двох карбюраторів К301Д, однакових за будовою, але не взаємозамінних (правий і лівий), встановлених на головках циліндрів.

## Колеса
Номінальний тиск у шинах коліс:
- переднє колесо і колесо коляски: 160 кПа (1,6 кгс/см²);
- заднє колесо: 260 кПа (2,6 кгс/см²).